# 오키촌 (도쿄부)
오키촌(大木村)은 도쿄부 미나미카쓰시카군에 일찍이 존재했던 촌이다. 현재의 스미다구 동부와 가쓰시카구 서남부에 해당한다.

## 역사
- 1889년 4월 1일 - 정촌제 시행에 수반해 미나미카쓰시카군 오키촌이 성립하였다.
- 1914년 4월 1일 - 아라카와강이 방수로 인해 이남은 아즈마정, 이북은 혼다촌에 분할편입되어, 소멸하였다.